# Ivan Marušič
Ivan Janez Marušič, slovenski agronom, univerzitetni učitelj, krajinski arhitekt in prostorski načrtovalec * 1. julij 1939, Ljubljana
Ivan Janez Marušič je študiral v Ljubljani, kjer je na Biotehniški fakulteti (BF) leta 1964 diplomiral. Magistrski in doktorski naziv je pridobil na isti fakulteti. Strokovno se je izpopolnjeval v ZDA in Združenem kraljestvu. Sprva je služboval pri komunalnem podjetju v Novi Gorici. Od 1970 do konca leta 2009 je bil zaposlen na Oddelku za krajinsko arhitekturo Biotehniške fakultete v Ljubljani.
Zdaj je zaslužni profesor Biotehniške fakultete Univerze v Ljubljani, kjer je kot redni profesor deloval na Oddelku za krajinsko arhitekturo. S svojim delom se je uveljavil v mednarodnem okolju in kot gostujoči profesor med drugim predaval tudi na univerzah v Avstriji, na Hrvaškem, Kitajskem, Norveškem, Švedskem in v ZDA.

## Področja delovanja
Leta 1964 je diplomiral za kmetijskega inženirja na Biotehniški fakulteti Univerze v Ljubljani. Svojo poklicno pot je začel kot kmetijski inženir na Komunali v Novi Gorici, kjer je skrbel za vzdrževanje javnih zelenih površin v mestu. Tam se je srečal tudi s skrbjo za urbanistično urejanje mesta. Pragmatičnost komunale ga je odgnala in z učenjem smučanja si je prislužil pot v ZDA, kjer se je seznanil z dvema pomembnima krajinskima planerjema, s profesorjem Phillipom Lewisom z Univerze Wisconsin in profesorjem Ianom McHargom s Pensilvanijske univerze ter z njunim delom. To ga je vzpodbudilo, da se je po bivanju v ZDA, v dogovoru s profesorjem Dušanom Ogrinom, zaposlil na Biotehniški fakulteti v Ljubljani kot strokovni sodelavec na danes že legendarni nalogi »Metodologija krajinskega planiranja na primeru Goriških Brd«. Zaradi raziskovalne narave naloge se je s specialističnega študija prepisal na magistrski študij krajinske arhitekture, kjer je leta 1976 tudi magistriral. S tem je bila začrtana njegova strokovna pot v krajinsko in prostorsko planiranje, ki je prerasla v živo in strastno skrb za urejanje prostora.
Kmalu je postal ena od dveh gonilnih sil Oddelka za krajinsko arhitekturo. Sodeloval je tudi pri dodiplomskih študijih na drugih fakultetah: na Fakulteti za gradbeništvo in geodezijo (FGG) Univerze v Ljubljani, na Univerzi v Novi Gorici in na Univerzi v Zagrebu ter v številnih podiplomskih programih (Podiplomski študij na Biotehniški fakulteti, Interdisciplinarni podiplomski študij prostorskega in urbanističnega planiranja (IPŠPUP) na FGG, Urejanje krajine pri Inštitutu za vrtnarstvo Poljoprivrednog fakulteta u Zagrebu, Podiplomski študij na Oddelku za geografijo Filozofske fakultete v Ljubljani, Univerzitetni interdisciplinarni podiplomski študij varstva okolja, Podiplomski študij na Prometnem odseku FAGG, Podiplomski študij na Fakulteti za gradbeništvo Univerze v Mariboru), kar vse priča o njegovi veliki širini in smislu za meddisciplinarno povezovanje. V tem obdobju je predaval tudi na Norveškem, Švedskem, v ZDA na državnih Univerzah Utah, Massachusetts in na Kalifornijski Politehniki, na Kitajskem, na Dunaju, v Hannovru, Åsu, Delftu in še kje. Bil je mentor 82. in somentor 11. diplomantom, mentor 5. doktorandom in 12. magistrom. Priznanje za dvigovanje kakovosti pri poučevanju krajinskega planiranja na evropski ravni mu je leta 2009 podelila tudi Evropska zveza šol za krajinsko arhitekturo (ECLAS). Konec leta 2009 se je profesor Marušič tudi upokojil.
Bil je član republiškega Sveta za varstvo okolja, član sveta za prostorsko načrtovanje pri Uradu za prostor, član ekspertne skupine pri Družbi za državne ceste in mnogih drugih. Njegovo delo je povezano s svetovanjem Vladi Republike Slovenije, raznim agencijam, ki se ukvarjajo z načrtovanjem in varovanjem prostora ter občinam.

## Razvoj področja krajinske arhitekture
Janez Marušič je v okviru študija krajinske arhitekture na Biotehniški fakulteti Univerze v Ljubljani zasnoval in vodil področje krajinskega in varstvenega planiranja in s tem odločilno vplival tudi na razvoj prostorskega načrtovanja, tako v praksi kot v teoretski misli. Takrat najnaprednejše, »ameriške« metode krajinskega načrtovanja, ki jih je razvil profesor Carl Steinitz z Univerze Harvard je nadgradil in jih take tudi pri nas vpeljal kot temeljno orodje za prostorsko načrtovanje. V planerski postopek je vgradil presoje vplivov na okolje (PVO), saj je strateško presojanje videl kot nujni sestavni del prostorskega načrtovanja. Skupaj s strokovnjaki v okviru skupine SEPO, pionirske na področju presoj vplivov na okolje v 70-ih, je teoretično utemeljil, razvil metode in izdelal številne primere presoj, ki še danes veljajo za vzorčne. S tem je bila Slovenija na področju PVO takrat daleč pred drugimi državami, saj je EU v svojo zakonodajo PVO vnesla šele leta 1985, strateško presojanje pa še kasneje. Tako je že pred desetletji začel z uveljavljanjem načel vzdržnega razvoja, ki so se v načrtovanje prostora na slovenskem vpeljala v veliki meri prav skozi krajinsko načrtovanje. S številnimi strokovnimi in znanstvenimi deli, pa tudi s pronicljivimi odzivi na aktualno problematiko urejanja prostora je v preteklih desetletjih soustvaril sistem vrednot na področju prostorskega načrtovanja, pri čemer je dosledno izpostavljal potrebo po utemeljeni presoji, iskanju alternativ in transparentnosti.

## Znanstveno in strokovno delo
Njegovo raziskovalno in predvsem planersko delo je zelo obsežno. Izdelal je skoraj 100 študij, planerskih in raziskovalnih del samostojno ali kot nosilec, sodeloval pri več kot 30 raziskovalnih in razvojnih nalogah. Glavnina nalog je s področja varstvenega vrednotenja, presoj vplivov na okolje, predvsem prostorsko naravnanih, strokovnih osnov za planske dokumente in za podzakonske akte. Vse do leta 2010 je vodil tudi raziskovalno programsko skupino na Oddelku za krajinsko arhitekturo. Njegovi zadnji raziskovalni projekti so se ukvarjali s problemi varstva krajine, predvsem s kritičnim vrednotenjem in posodabljanjem metodologije za upravljanje zavarovanih območij, metodologije za razvoj kmetijstva in varstva kmetijskih zemljišč, strateške presoje regionalnih razvojnih načrtov z izdelavo smernic.
Pomemben in napreden doprinos k načrtovanju krajine je bilo njegovo sodelovanje pri pripravi prostorske zakonodaje, zlasti tiste iz leta 1984, ki je bila najnapredneje zastavljena v Evropi, zlasti zaradi vgraditve optimizacije v sistem načrtovanja prostora v obliki usklajevanja in iskanja najboljše možne poti prostorskega razvoja. Optimiziranje prostorskega načrtovanja je utrdil s pomočjo metod, ki jih je razvijal s kolegi na Oddelku za krajinsko arhitekturo. V metodološkem smislu je prebijal led pri uvajanju računalništva v planersko stroko, kljub tedanjim povsem analognim pristopom k planiranju in načrtovanju – zasnoval je program za vrednotenje prostora in kasneje avtorsko sodeloval pri izdelavi sistema za prostorsko planiranje ProVal. Kasnejši razvoj je njegova prizadevanja v celoti potrdil, zlasti njegovo nenehno prizadevanje za demokratičnost odločanja o rabi prostora, je težišče vsega, kar je v dolgih letih prispeval k razvoju stroke.
Njegov prispevek v krajinski arhitekturi in prostorskem planiranju se je odražal zlasti v Navodilu o vsebini in metodologiji izdelave strokovnih podlag in prostorskih sestavin planskih aktov (april 1985). V tem gradivu je bilo natančno in eksplicitno določeno, da je pri pripravi analiz možnih scenarijev dolgoročnega prostorskega razvoja nujno proučiti obremenitev okolja in ogroženost prostora. Pri umeščanju večjih posegov pa je potrebno še ugotoviti ustreznost oziroma in ranljivost prostora, rezultat pa naj bi bila ugotovitev ustreznosti ali neustreznosti prostora za predvideni poseg. Napotki za izdelavo strokovnih podlag za umeščanje posegov v prostor ter snovanje dolgoročnega prostorskega razvoja so izhajali iz metodološkega pristopa prof. Marušiča, ki je zagotavljal ne le objektivno opredelitev konfliktov v prostoru, temveč tudi nakazoval možne usmeritve za razrešitev.

## Nagrade in priznanja
Nagrada za življenjsko delo, Društvo krajinskih arhitektov Slovenije, 2011.
Priznanje Evropske zveze šol za krajinsko arhitekturo (ECLAS) za dvigovanje kakovosti poučevanja krajinskega planiranja na evropski ravni, 2009.
Študiji Regionalna razdelitev krajinskih tipov, katere izdelavo je vodil, je Svet Evrope 2009 podelil priznanje za posebno vrednost.
Zaslužni profesor, Biotehniška fakulteta Univerze v Ljubljani, 2012.